# Commedia zombi
La commedia zombi è un sottogenere o filone cinematografico della commedia e dell'orrore che ha dato i natali alla più famosa commedia horror.
La trama ruota attorno all'apocalisse zombi, ma le vicende si collocano a metà tra l'orrore demenziale in cui le creature non morte sono rappresentate come esseri incapaci e la commedia nera.

## Sfondo
Il primo film del genere realizzato è King of the Zombies (1941) di Jean Yarbrough, anche se il più ricordato e celebre è sicuramente Zombies on Broadway (1945) di Gordon Douglas. Ambedue i film trattano dei non morti in stile haitiano. Un lupo mannaro americano a Londra (1981) e Il ritorno dei morti viventi (1985) sono generalmente considerati tra i primi film del genere a trattare i non morti in chiave classica.
Tra le produzioni recenti è invece degno di nota L'alba dei morti dementi di Edgar Wright, film parodistico sugli zombi in generale e dagli autori definito ironicamente una "rom-zom-com" (romantic zombie comedy). La trama riprende direttamente come spunto L'alba dei morti viventi di George A. Romero, pietra miliare del suo genere, e sono presenti infatti numerosi omaggi e riferimenti al classico dell'orrore. Il titolo dell'edizione originale, Shaun of the Dead altro non è che un gioco di parole con Dawn of the Dead.
Vari esempi del genere sono:
- Dead & Breakfast
- L'alba dei morti dementi
- Black Sheep - Pecore assassine
- Killer Klowns from Outer Space
- Maial Zombie - Anche i morti lo fanno
- Benvenuti a Zombieland
- Dead Snow
- Fido
- Weekend con il morto 2